# تپه سفید چغا دوده ۴
تپه سفید چغا دوده ۴ مربوط به دوره نوسنگی است و در شهرستان کرمانشاه، بخش مرکزی، دهستان بالادربند، ۱ کیلومتری شمال غرب روستای سفید چغا دوده واقع شده و این اثر در تاریخ ۱۸ اسفند ۱۳۸۷ با شمارهٔ ثبت ۲۴۸۷۴ به‌عنوان یکی از آثار ملی ایران به ثبت رسیده است.